# Joan Colomo i Azcarate
Joan Colomo i Azcarate   (Sant Celoni, 7 de juliol de 1981) és un músic i cantautor català. Ha format part de diferents grups, essent els més destacats Zeidun (veu i guitarra) amb els quals publica dos discos i alguns recopilatoris, Moksha (baix) o The Unfinished Sympathy (guitarra). L'any 2004 va fundar La Célula Durmiente, un trio de música eclèctica que va tenir una activitat intermitent arribant a publicar quatre discos.
El 2009 va debutar en solitari amb el Contra todo pronóstico al qual el van seguir en poc més de dos anys els volums 1 i 2 de Producto Interior Bruto, treballs que van obtenir crítiques majoritàriament favorables. El 4 de març de 2014 va sortir a la venda el disc tiltulat La fília i la fòbia, el qual consta de 12 cançons.
El 2024 va publicar el seu vuitè treball en solitari, Tecno realista, en què perfecciona el seu llenguatge artístic en un recull de melodies amables que contrasten amb un missatge incòmode i de vegades fins i tot desesperançador. Amb aquest disc, Colomo es va estrenar com a productor i mesclador, tasca que va seguir enregistrant els nous temes de Les Cruet i Fetus.

## Discografia

### Àlbums en solitari
- 2009: Contra todo pronóstico
- 2011: Producto Interior Bruto vol. 1
- 2012: Producto Interior Bruto vol. 2
- 2014: La fília i la fòbia
- 2016: Sistema
- 2018: L'oferta i la demanda
- 2021: Disc trist[12]
- 2024: Tecno realista[13]